# Cabaña de Punta Damoy

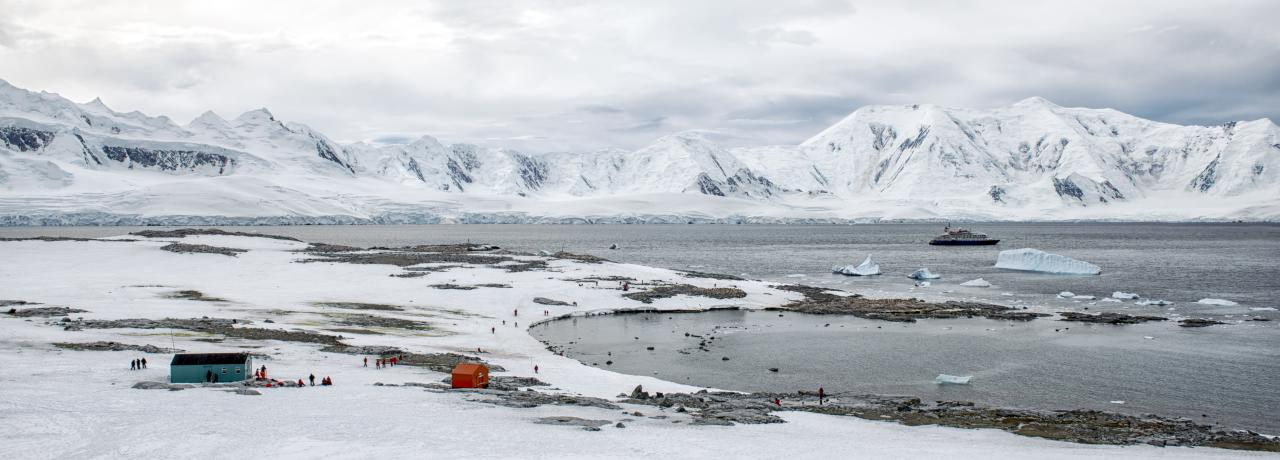
Punta Damoy en el fondo a la izquierda, bahía Dorian a la derecha y las cabañas británica y argentina (color naranja) en primer plano.

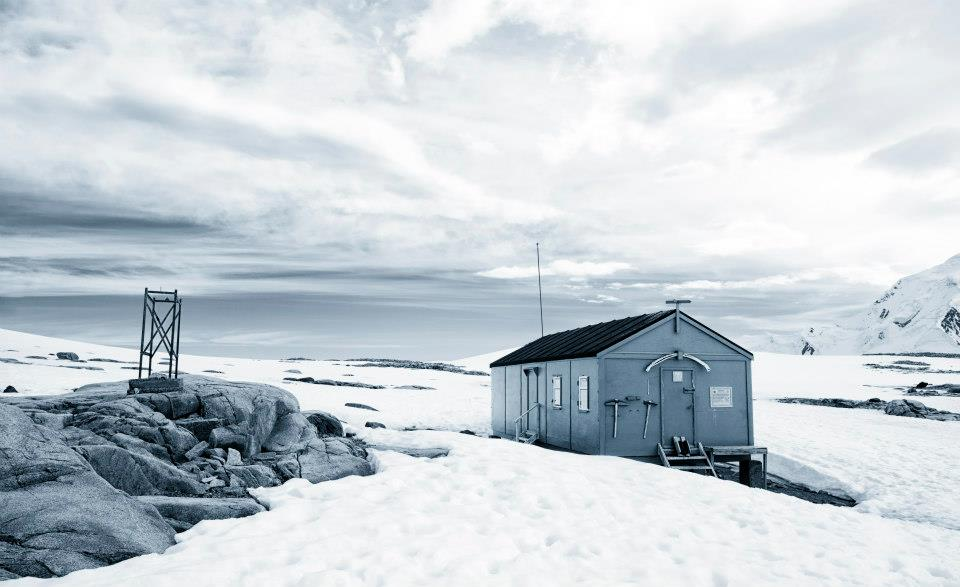
Cabaña de Punta Damoy.

La Cabaña de Punta Damoy (en inglés: Damoy Point Hut) es un refugio del Reino Unido en la Antártida. Se encuentra en la punta Damoy sobre la bahía Dorian, en el lado oeste de la isla Wiencke del archipiélago Palmer, al occidente de la península Antártica.
En 1973 el British Antarctic Survey planeó establecer instalaciones aéreas en la isla Doumer, pero las condiciones suaves de la nieve hicieron que la pista fuera casi siempre inutilizable, aunque se usó en 1972-1973 y 1974-1975. En su lugar se estableció una pista de aterrizaje para aviones con esquíes en la colina Tombstone y el 6 de noviembre de 1975 construyó una cabaña en la cercana punta Damoy (Associated Transit Facility-Damoy Point), ambas en la cercana isla Wiencke. Se usó como instalación aérea de verano y como estación de tránsito para el personal científico. Desde allí el personal era trasladado a la Base Rothera en la isla Adelaida cuando las condiciones de hielo impedían que los barcos navegaran más al sur.
La cabaña fue construida a solo 25 metros del refugio naval Bahía Dorian que la Armada Argentina construyó en 1953.
La cabaña estuvo ocupada hasta el 12 de noviembre de 1993 y las pistas de aterrizaje se retiraron del servicio en 1995. El sitio fue mantenido como operativo hasta 2006, cuando fue cerrado. Tareas de limpieza fueron realizadas en 1996-1997 y en diciembre de 2007. 
La cabaña ha sido designada Sitio o Monumento Histórico (HSM 84), luego de que el Reino Unido elevara una propuesta en la Reunión Consultiva del Tratado Antártico de Baltimore en 2009, que la designó por medida 14 (2009). Desde octubre de 2009 el British Antarctic Survey pasó la administración de la cabaña al UK Antarctic Heritage Trust tras firmarse un memorando de entendimiento. La cabaña está abierta al turismo.